# Лавандинова олія

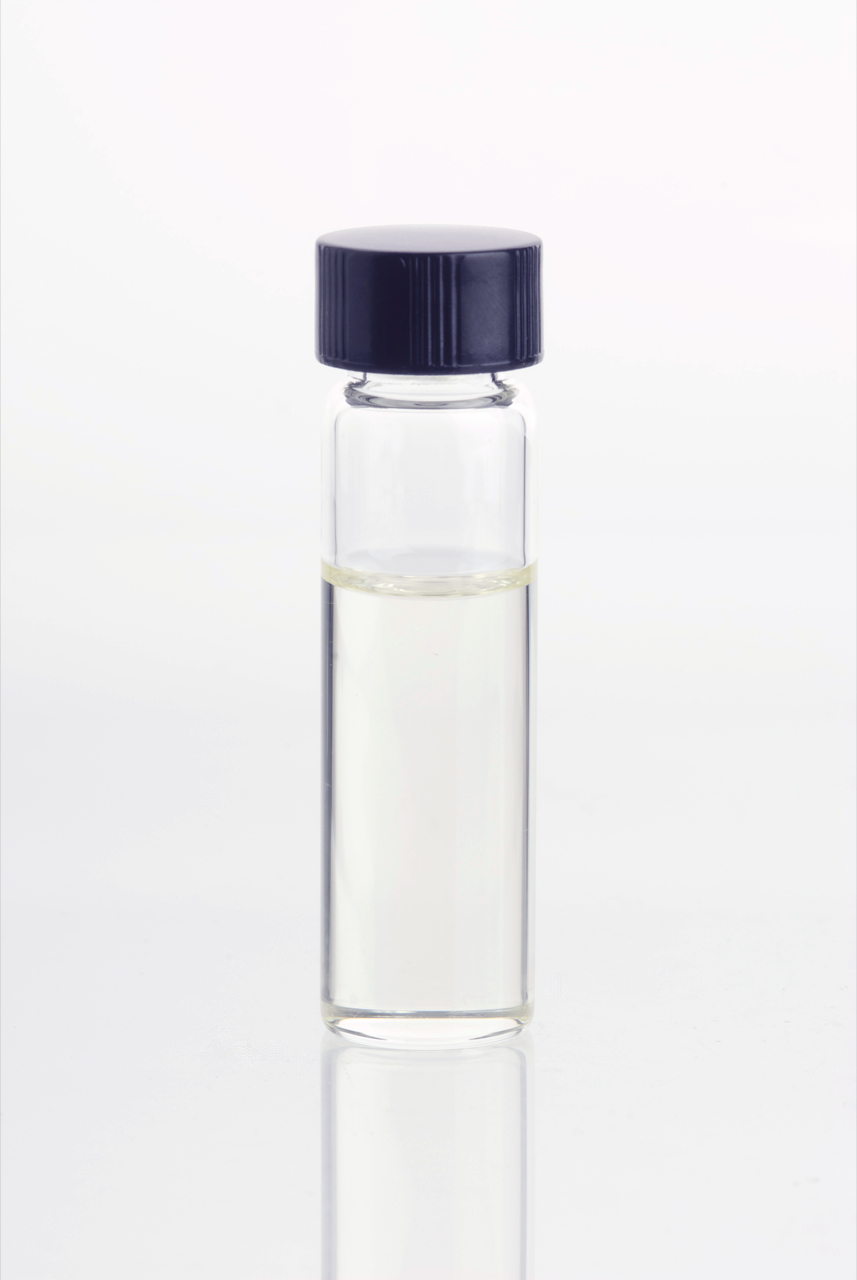
Лавандинова олія

Лавандинова олія — ефірна олія, міститься в квітучих суцвіттях лавандину (Лаванда гібридна (Lavandula x intermedia)), плантації якого вирощують у Франції, Італії, Югославії, Великої Британії, США, Криму та Індії.

## Властивості
Лавандинова олія — безбарвна або жовтувата рідина, що має запах лаванди з камфорним відтінком і пряним смаком.
Розчинна в етанолі (1:4 у 70%-му), бензилбензоаті, діетилфталаті, рослинних оліях, пропіленгліколі; нерозчинна у воді та гліцерині.
| {\displaystyle {\mbox{d}}_{20}^{20}} | {\displaystyle [{\mbox{n}}]_{\mbox{D}}^{20}} | {\displaystyle [\alpha ]_{\mbox{D}}^{20}} | Кислотне число | Ефірне число | ЛД50, г/кг                                |
| ------------------------------------ | -------------------------------------------- | ----------------------------------------- | -------------- | ------------ | ----------------------------------------- |
| 0,882 ÷ 0,987                        | 1,459 ÷ 1,466                                | -2 ÷ -7                                   | не більше 1    | 80 ÷ 105     | > 5 щури (перорально), кролики (нашкірно) |

## Хімічний склад
До складу олії входять оцимен, алооцимен, γ-терпінен, лімонен, фелландрен, α- і β-пінени, 3-карен, камфен, сабінен, бісаболен, α-сантален, каріофілен, кадинен, фарнеол, гексанол і його ефіри, терпінеол та його ефіри, нерол та його ефіри, лавандулол та його ефіри, периловий спирт, цінеол, гексаналь, куміновий альдегід, карвон, камфора, криптон, оцтова, масляна капронова кислоти та інші компоненти.

## Отримання
Одержують із квітучих суцвіть перегонкою з парою, вихід олії 0,7 — 0,8 %.
Основні виробники — Франція та Італія.

## Застосування
Внаслідок меншої вартості, обумовленої високою врожайністю, конкурує з лавандовою олією, попри грубіший запах (через більший вміст камфори)
.
Застосовують як компонент парфумерних композицій, ароматизаторів для мила, мийних засобів, косметичних виробів та деяких товарів побутової хімії.